# Bukovac (distrikt Brčko)
Bukovac je naselje u distriktu Brčko, BiH.

## Stanovništvo
Nacionalni sastav stanovništva 1991. godine, bio je sljedeći:
ukupno: 364
- Srbi - 279
- Hrvati - 69
- Jugoslaveni - 9
- Bošnjaci - 6
- ostali, neopredijeljeni i nepoznato - 1